# Cristalli, petali e misteri per Sailor Moon
Cristalli, petali e misteri per Sailor Moon è una raccolta della cantante Cristina D'Avena dedicata alla serie animata Sailor Moon, pubblicata nel 1997 e riproposta in una nuova edizione nel 2011. È stata pubblicata nel periodo di trasmissione della quinta serie su Rete 4 nel 1997.

## Edizioni

### Edizione del 1997
La compilation, disponibile su CD ed MC, riunisce in un unico supporto le 5 sigle del cartone animato. La scaletta è aperta dalla sigla della 5ª ed ultima serie (dal momento che la raccolta venne pubblicata nel periodo della sua messa in onda), a cui seguono le sigle delle prime 4; è poi arricchita dalla presenza di un remix della prima sigla, in origine realizzato per l'album Cristina D'Avena Dance dell'anno prima. Contiene infine uno speciale audioracconto del 200º ed ultimo episodio della serie.
Tracce
1. Petali di stelle per Sailor Moon (testo: Alessandra Valeri Manera – musica: Piero Cassano)
2. Sailor Moon (testo: Alessandra Valeri Manera – musica: Carmelo Carucci)
3. Sailor Moon, la luna splende (testo: Alessandra Valeri Manera – musica: Carmelo Carucci)
4. Sailor Moon e il cristallo del cuore (testo: Alessandra Valeri Manera – musica: Carmelo Carucci)
5. Sailor Moon e il mistero dei sogni (testo: Alessandra Valeri Manera – musica: Piero Cassano)
6. Sailor Moon (Remix di Euroline Music) (testo: Alessandra Valeri Manera – musica: Carmelo Carucci)
7. Sailor Moon e il trionfo delle stelle - La più Straordinaria delle sue Avventure

### Riedizione del 2011
Nel febbraio del 2011 è stata realizzata una nuova edizione della raccolta, sempre prodotta dall'etichetta musicale del Gruppo Mediaset ma questa volta commercializzata attraverso il circuito delle edicole a marchio Fivestore. La riedizione, disponibile esclusivamente in formato CD, contiene le 5 sigle della serie animata (ora adeguatamente inserite in ordine cronologico) più 9 bonus track: il remix della prima sigla già presente nell'edizione del 1997 (qui intitolato "dance remix"), le versioni karaoke delle 5 sigle e le versioni strumentali delle prime 3. La nuova edizione della raccolta, che naturalmente presenta differenze anche a livello grafico non trattandosi di semplice ristampa, non include l'audioracconto originariamente presente alla traccia 7.
Tracce
1. Sailor Moon (testo: Alessandra Valeri Manera – musica: Carmelo Carucci)
2. Sailor Moon, la luna splende (testo: Alessandra Valeri Manera – musica: Carmelo Carucci)
3. Sailor Moon e il cristallo del cuore (testo: Alessandra Valeri Manera – musica: Carmelo Carucci)
4. Sailor Moon e il mistero dei sogni (testo: Alessandra Valeri Manera – musica: Piero Cassano)
5. Petali di stelle per Sailor Moon (testo: Alessandra Valeri Manera – musica: Piero Cassano)
6. Sailor Moon (dance remix)
7. Sailor Moon (strumentale)
8. Sailor Moon (versione karaoke)
9. Sailor Moon, la luna splende (strumentale)
10. Sailor Moon, la luna splende (versione karaoke)
11. Sailor Moon e il cristallo del cuore (strumentale)
12. Sailor Moon e il cristallo del cuore (versione karaoke)
13. Sailor Moon e il mistero dei sogni (versione karaoke)
14. Petali di stelle per Sailor Moon (versione karaoke)

## Produzione e formazione dei brani

### Sailor Moon

#### Formazione
- Carmelo Carucci – arrangiamento, tastiere
- Piero Cairo – programmazione
- Giorgio Cocilovo – chitarre
- Paolo Donnarumma – basso
- i Piccoli Cantori di Milano – cori
- Laura Marcora – direzione cori

#### Versioni della sigla
La versione integrale dura 3:22, mentre la versione trasmessa in TV dura due minuti. Limitatamente alle repliche del 2004, per volontà dell'emittente Italia 1, la versione TV è stata ridotta ad un minuto, così come la maggior parte delle sigle degli altri cartoni animati in onda nello stesso periodo. Da notare che in questa versione accorciata, come strofa introduttiva è stata scelta la strofa dopo il primo ritornello, che prima era possibile solo sentire nella versione integrale. Infatti, la versione da due minuti inizia così:
Quella da un minuto inizia così:
Sempre nel 2004, talvolta l'emittente trasmetteva, a causa della pubblicità, una versione ridotta da cinque secondi. Nelle repliche a partire dal 2010, è stata ripristinata la versione televisiva da due minuti. Solo nella replica su Boing del 2014, in due occasioni è stata trasmessa la versione da un minuto, per un errore tecnico.

### Sailor Moon, la luna splende

#### Formazione
- Carmelo Carucci – arrangiamento, tastiere
- Piero Cairo – programmazione
- i Piccoli Cantori di Milano – cori
- Laura Marcora – direzione cori

#### Versioni della sigla
La versione integrale dura 3:12, mentre la sigla trasmessa in TV dura due minuti. Al contrario della sigla della prima serie, non esistono altre versioni TV più ridotte di quella da due minuti, poiché la seconda serie non ha avuto repliche nel 2004.

### Sailor Moon e il cristallo del cuore

#### Formazione
- Carmelo Carucci – arrangiamento, tastiere
- Piero Cairo – programmazione
- Giorgio Cocilovo – chitarra
- i Piccoli Cantori di Milano – cori
- Laura Marcora – direzione cori

#### Curiosità
Il brano presenta una forte influenza latin pop, tantoché nel ritornello è stata notata una forte somiglianza con La isla bonita di Madonna.

#### Versioni della sigla
La versione integrale dura 3:26, mentre la sigla trasmessa in TV dura due minuti.

### Sailor Moon e il mistero dei sogni

#### Formazione
- Piero Cassano – produzione
- Max Longhi – arrangiamento, tastiera e programmazioni
- Maurizio Macchioni – chitarre
- i Piccoli Cantori di Milano – cori
- Laura Marcora – direzione cori

#### Versioni della sigla
La versione integrale dura 3:34, mentre la sigla trasmessa in TV dura 2 minuti.

### Petali di stelle per Sailor Moon

#### Formazione
- Piero Cassano – produzione
- Max Longhi – tastiera, programmazione e arrangiamento
- Maurizio Macchioni – chitarre
- i Piccoli Cantori di Milano – cori
- Laura Marcora – direzione cori

#### Versioni della sigla
La versione integrale dura 4:17, mentre la sigla trasmessa in TV dura 2 minuti.

### Sailor Moon (dance remix)

#### Formazione
- Euroline Music – produzione
- Giovanni Bianchi, Franco Vavassori e Silvano Ghioldo – arrangiamento
- Ugo Bolzoni – mixing allo Studio Music Store, Bergamo
- i Piccoli Cantori di Milano – cori
- Laura Marcora – direzione cori